# 巴羅斯布蘭科斯

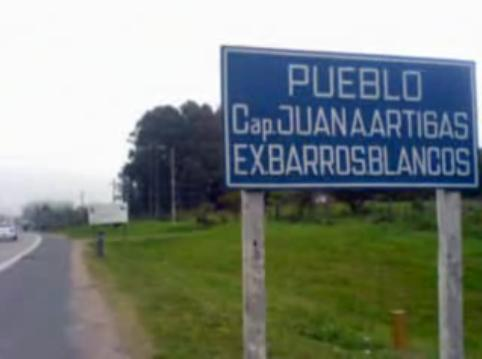

34°45′15″S 56°0′15″W / 34.75417°S 56.00417°W
巴羅斯布蘭科斯（西班牙語：Barros Blancos），是烏拉圭的城市，位於該國南部，處於蒙得維的亞以東，由卡內洛內斯省負責管轄，始建於1951年，海拔高度18公尺，2011年人口31,650。